# George Cockcroft
George Cockcroft (født 15. november 1932, død 6. november 2020) var en amerikansk forfatter bedst kendt for at have skrevet bogen Terningemanden under pseudonymet Luke Rhinehart.

## Liv og virke
George Cockcroft blev født i USA. Hans far var ingeniør og hans mor var embedsmand. Han modtog sin BA fra Cornell University og sin MA og PhD i psykologi fra Columbia University. Han blev gift med Ann Cockcroft den 30. juni 1956, og de har tre børn sammen.
Efter at have modtaget sin PhD begyndte han at undervise. Han underviste blandt andet i zen og vestlig litteratur. Han fik første gang ideen om at leve efter terningeslag, da han luftede den til en forelæsning. Reaktionen var en blanding mellem fascination og foragt, hvilket overbeviste ham om, at der kunne blive en roman ud af ideen. Han havde lang tid før Terningemandens udgivelse eksperimenteret med terninger, men dette havde en langsom fremdrift på romanen.
I 1970 blev han forfatter på fuld tid, og i 1971 mødtes han med en forlægger og fik udgivet Terningemanden. På samme tid blev han "leder af terningekulten". I 1971 prøvede han desuden at skabe et terningecenter i New York City.
I 1975 var han involveret i en verdensomsejling i en stor trimaran-ketch. Efterfølgende har han brugt tid på en sejlbåd i Middelhavsområdet, hvor han underviste i engelsk.

### Forfatterskab
Meget af Cockcrofts forfatterskab følger stilen fra hans første bog, Terningemanden, som handler om hvordan tilfældigheder kan styre livet. Ved hjælp af terninger træffer hovedpersonerne deres beslutninger. I den første bog begynder Luke Rhinehart trinvist at træffe mere og mere afgørende beslutninger ved at opstille muligheder for, hvad han kan gøre, og så slå med en eller to terninger om det.
Cockcroft skifter ofte og hurtigt mellem første og tredje person, afløst af fiktive udtræk fra journaler, referater fra møder og andre kilder. Dette giver et indtryk af en større historie, som man kun får et begrænset indblik i. I et enkelt tilfælde citerer han en bog, som han først selv skriver tyve år senere.
Bøgernes stemning skifter hurtigt mellem genrerne erotik, thriller, komedie, psykologi, romance, filosofi og krimi. Genrerne er sjældent sammenblandet, men følger hinanden med kapitlers længde.
Bøgerne Long Voyage Back og Matari er eksempler på, at Cockcroft også skriver mere traditionel fiktion, mens The Book of est er en faktuel hændelsesbeskrivelse. I alle sine bøger fokuserer han på få karakterer, typisk færre end fem. Karakterer derudover introduceres sjældent som andet end karikaturer eller for at understøtte handlingen.
Bogen The Book of the Die er en samling tanker og ideer omkring terningelivet, dets formål, meningen med livet mv. Den er formuleret meget på linje med Cockcrofts øvrige bøger. I bogen findes også lignelser, digte og historier. Nogle er taget fra hans tidligere bøger, mens andre er hentet og tilpasset fra almene historier og talemåder. Nogle af historierne stammer fra hans tilhængere, virkelige og opdigtede, og nogle siger han, er fra hans eget liv. I slutningen af omtrent hvert kapitel er seks muligheder og teksten "Læs mulighederne, smid nogle eller alle ud og erstat dem med nogle nye, rul en terning og gør som foreslået."
Der har været tale om at filmatisere Terningemanden, og Cockcroft har selv forsøgt sig med manuskripter til flere af sine bøger.